# Melayê Cizîrî
Melayê Cizîrî, de nom de naixement Shaikh Ahmad (en kurd: مەلای جزیری; Cizre, 1570 - 1640), però conegut pel pseudònim Nîşanî, va ser un poeta kurd que va establir les bases de la poesia kurda.

## Biografia
Nascut a Cizre, al principat kurd de Bohtan cap a l'any 1570, Cizîrî era un sufí que parlava kurd, àrab i persa, tot i que només es va expressar literàriament en kurd. Va començar els estudis a la seva ciutat natal abans de viatjar a Bagdad, Síria, Egipte i Pèrsia per a estudiar filosofia, astrologia i endevinació. Durant aquest període, va conèixer el poeta i místic persa Hafez, qui esdevindria una influència important en la seva poesia. Altres influències van ser Rumi, Saadi i Jami.
Quan va tornar al Kurdistan, es va establir a Diyarbakır i va començar a ensenyar fins a la seva mort. Va ser enterrat a prop de Sur però el seu lloc d'enterrament va ser destruït per l'exèrcit turc. Cizîrî era amic de l'historiador Xàraf Khan Bidlisi a qui va dedicar dos poemes.
La poesia de Cizîrî té una tècnica consolidada basada en les formes de la poesia àrab i persa, utilitzant el beit, la mètrica que emprava Hafez en els seus gazals. Inspirat per l'orde Naqxbandiyya, Cizîrî va escriure sobre «l'amor pur, el vi de l'èxtasi, l'èxtasi metafísic i les alegries i els sofriments de l'amor místic». Va ser el primer kurd a utilitzar el gènere cassida i el primer a escriure un diwan complet d'aproximadament 120 poemes.
Durant la seva vida, la seva poesia va gaudir de gran popularitat. Cizîrî va ser el pare d'una escola literària kurda i va ser admirat per poetes posteriors com Ahmad Khani i Cigerxwîn. Com que va ser un dels pioners en l'ús literari del kurd del nord, va servir de model per a altres poetes. També va posar les bases de la cassida kurda que sorgiria en els segles següents. Entre els nacionalistes kurds, Cizîrî és un símbol de l'orgull nacional.